# 피켓 펜스
《피켓 펜스》(영어: Picket Fences)는 1992년부터 1996년까지 방영된 미국의 텔레비전 드라마이다.